# Хаято Ішігуро
Ішігуро Хаято (яп. 石黒隼士; нар. 23 серпня 1999, Токіо) — японський борець вільного стилю, чемпіон світу серед юніорів, бронзовий призер чемпіонату світу серед молоді, бронзовий призер чемпіонату Азії серед дорослих, учасник Олімпійських ігор.

## Життєпис
Закінчив середню школу Сайтама Ханасакі Токуей та університет Ніхон.

## Спортивні результати на міжнародних змаганнях

### Виступи на Олімпіадах
| Змагання                    | Збірна | Вагова категорія          | Місце |
| --------------------------- | ------ | ------------------------- | ----- |
| Літні Олімпійські ігри 2024 | Японія | вільна боротьба, до 86 кг | 7     |

### Виступи на Чемпіонатах світу
| Змагання                        | Збірна | Вагова категорія          | Місце |
| ------------------------------- | ------ | ------------------------- | ----- |
| Чемпіонат світу з боротьби 2021 | Японія | вільна боротьба, до 86 кг | 15    |
| Чемпіонат світу з боротьби 2023 | Японія | вільна боротьба, до 86 кг | 13    |

### Виступи на Чемпіонатах Азії
| Змагання                       | Збірна | Вагова категорія          | Місце  |
| ------------------------------ | ------ | ------------------------- | ------ |
| Чемпіонат Азії з боротьби 2021 | Японія | вільна боротьба, до 86 кг | 5      |
| Чемпіонат Азії з боротьби 2023 | Японія | вільна боротьба, до 86 кг | Бронза |

### Виступи на інших змаганнях
| Змагання                                                     | Збірна | Вагова категорія          | Місце  |
| ------------------------------------------------------------ | ------ | ------------------------- | ------ |
| Всеяпонський відкритий чемпіонат з боротьби 2018             | Японія | вільна боротьба, до 79 кг | Бронза |
| Чемпіонат Японії з боротьби 2018                             | Японія | вільна боротьба, до 86 кг | Бронза |
| Чемпіонат Японії з боротьби 2019                             | Японія | вільна боротьба, до 86 кг | Срібло |
| Чемпіонат Японії з боротьби 2020                             | Японія | вільна боротьба, до 86 кг | Золото |
| Всеяпонський відкритий чемпіонат з боротьби 2021             | Японія | вільна боротьба, до 86 кг | Золото |
| Відкритий чемпіонат Загреба з боротьби 2023                  | Японія | вільна боротьба, до 86 кг | Срібло |
| Чемпіонат Японії з боротьби 2023                             | Японія | вільна боротьба, до 86 кг | Золото |
| Олімпійський кваліфікаційний турнір з боротьби 2024 (Бішкек) | Японія | вільна боротьба, до 86 кг | Золото |
| Меморіал Імре Поляка та Яноша Варги 2024                     | Японія | вільна боротьба, до 86 кг | Бронза |

### Виступи на змаганнях молодших вікових груп
| Змагання                                      | Збірна | Вагова категорія          | Місце  |
| --------------------------------------------- | ------ | ------------------------- | ------ |
| Чемпіонат світу з боротьби серед кадетів 2016 | Японія | вільна боротьба, до 85 кг | 13     |
| Чемпіонат Азії з боротьби серед юніорів 2017  | Японія | вільна боротьба, до 84 кг | 7      |
| Чемпіонат світу з боротьби серед юніорів 2018 | Японія | вільна боротьба, до 79 кг | Золото |
| Чемпіонат світу з боротьби серед молоді 2019  | Японія | вільна боротьба, до 86 кг | Бронза |